# Florence Rhodin
Florence Grace Dagmar Rhodin, född Atterling den 18 juli 1908 i Minneapolis, död den 8 november 1993, var en svensk målare. 
Hon var dotter till författaren och konstnären Carl Atterling och Emily Wilhelmsson samt från 1936 gift med konstnären Alessandro Rhodin och mor till konstnären Jan Rhodin. 
Hon hade tillsammans med sin man ett flertal separatutställningar.
Hennes konst består av porträtt, figurkompositioner med bibliska motiv och blomstertilleben.
Hon var även verksam under namnen Florence Atterling och Atterling Rhodin. Hon arbetade som posttjänsteman och var förste postexpeditör. Makarna Rhodin är begravda på Skogskyrkogården i Stockholm. 